# Antonio Banderas
Pour les articles homonymes, voir Banderas.
José Antonio Domínguez Bandera, dit Antonio Banderas [anˈtonjo ban̪ˈdeɾas], est un acteur, réalisateur et producteur de cinéma espagnol, né le 10 août 1960 à Malaga (Andalousie). Il est aussi à l'occasion chanteur puisqu'on l'a entendu sur le neuvième album de Tina Turner, Wildest Dreams en 1996.
Il est surtout connu par la critique pour ses nombreuses collaborations avec le réalisateur Pedro Almodóvar depuis les années 1980, dont Douleur et Gloire qui lui a notamment valu un prix d'interprétation au Festival de Cannes en 2019 et une nomination aux Oscars 2020.
Après plusieurs seconds rôles d'hidalgo à Hollywood durant les années 1990, il se fait connaître du grand public au niveau mondial en incarnant Zorro dans Le Masque de Zorro (1998) et La Légende de Zorro (2005), réalisés par Martin Campbell. Il porte aussi le drame historique Le 13e Guerrier (1999) de John McTiernan et tient le premier rôle masculin du thriller Femme fatale (2002) de Brian De Palma.
Mais c'est le réalisateur Robert Rodriguez qui l'impose comme tête d'affiche du cinéma d'action : il joue le rôle-titre de la trilogie indépendante El Mariachi (1995-2003), puis interprète un père de famille espion dans la trilogie d'aventures Spy Kids (2001-2003). Il est aussi la voix du personnage du Chat potté dans la saga d'animation Shrek (2004-2010), ainsi que dans deux films centrés sur le personnage, le premier étant sorti en 2011 et le second en 2022.

## Biographie

### Jeunesse et formation
Né d'un père gendarme dans la Garde civile et d'une mère enseignante, José Antonio Domínguez Bandera s'adonne au football en rêvant de devenir joueur professionnel, mais une fracture du pied l'oblige à renoncer à cette carrière.
Il se tourne vers l'école d'art dramatique de Malaga et intègre à 21 ans le théâtre national d'Espagne et, en 1981, il décroche rapidement un rôle dans Los Terranos, une pièce d'Alfredo Manas avec qui il se produit jusqu'en 1986.

### Révélation critique avec Almodóvar (années 1980 et début des années 1990)
En 1982, il apparaît pour la première fois au cinéma grâce à Pedro Almodóvar dans Le Labyrinthe des passions. Avec ce réalisateur, il tourne aussi Matador (1985), La Loi du désir (1987), Femmes au bord de la crise de nerfs (1989) et Attache-moi ! (1989).
En 1982 et 1983, il tourne aussi dans quelques films espagnols plus discrets : Pestañas postizas, Y del seguro… líbranos señor ! et El Señor Galindez.
Il est découvert aux États-Unis grâce aux films qu'il a tournés avec Almodóvar et il est convoité par Madonna (dans le documentaire de l’année 1991 In Bed with Madonna) : elle se dit capable de tout pour l'avoir. Hollywood commence à lui « faire les yeux doux ».

### Passage à Hollywood (années 1990)

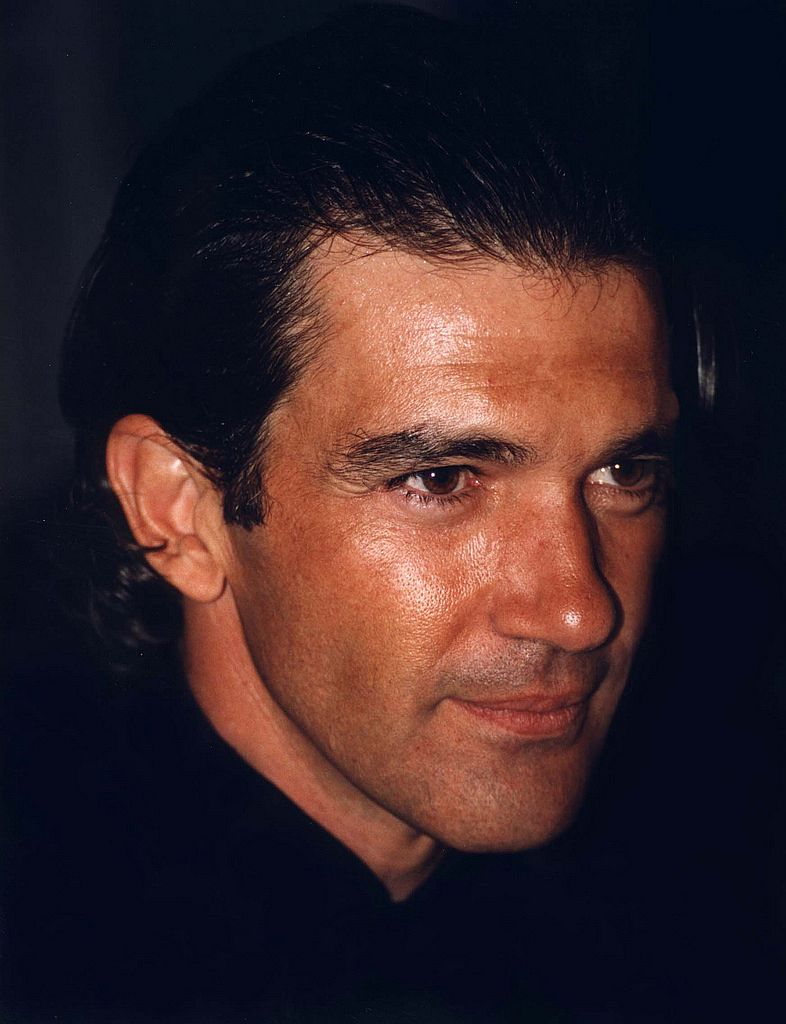
L'acteur en 1997, l'année de tournage du Masque de Zorro.

En 1992, l'acteur quitte son pays pour tourner son premier film américain, le long-métrage Les Mambo Kings.
Lorsqu'il arrive dans la capitale du cinéma, l'acteur ne sait pas s’exprimer en anglais. Le réalisateur des Mambos Kings, Arne Glimcher, lui fait apprendre son texte de façon phonétique. Un an après, il maîtrise un peu mieux la langue et tourne dans Philadelphia de Jonathan Demme, où il interprète le petit ami du personnage joué par Tom Hanks.
L'acteur tourne toujours en Espagne, mais il participe aussi à des projets hollywoodiens, où il joue les hidalgos séduisants : en 1994, il partage l'affiche de la romance torride D'amour et d'ombres avec Jennifer Connelly ; il tient un second rôle dans Entretien avec un vampire, où Neil Jordan dirige Brad Pitt et Tom Cruise ; il séduit ensuite Sarah Jessica Parker pour Miami Rhapsodie de David Frankel.
Mais c'est le réalisateur Robert Rodriguez qui l'impose comme tête d'affiche en 1995 en lui faisant reprendre le rôle du mariachi dans le film Desperado, qui révèle également Salma Hayek. Parallèlement, il est confronté à Sylvester Stallone dans le thriller d'action Assassins, réalisé par Richard Donner. Il partage aussi l'affiche du thriller psychologique Excès de confiance avec Rebecca de Mornay. Enfin, on le voit à l'affiche de la comédie Two Much avec Melanie Griffith et Daryl Hannah.
En 1996, il retrouve Madonna pour le drame musical Evita d'Alan Parker, dans lequel l'acteur prête ses traits au Ché. Sa prestation lui vaut une citation au Golden Globe du meilleur acteur dans une comédie musicale.
Il conclut la décennie avec deux blockbusters. En 1998, il incarne le vengeur masqué Zorro dans l'adaptation Le Masque de Zorro, réalisé par Martin Campbell, qui permet en outre de révéler Catherine Zeta-Jones. Le film est un énorme succès international qui l'impose comme un héros d'action séduisant. Puis il porte le drame historique d'action Le 13e Guerrier, sous la direction de John McTiernan. Le film est n’est pas une réussite commerciale, mais il va devenir « culte ». Parallèlement, il réalise son premier film, la comédie dramatique La Tête dans le carton à chapeaux, portée par Melanie Griffith, avec qui il est alors marié.

### Franchises et succès (années 2000)

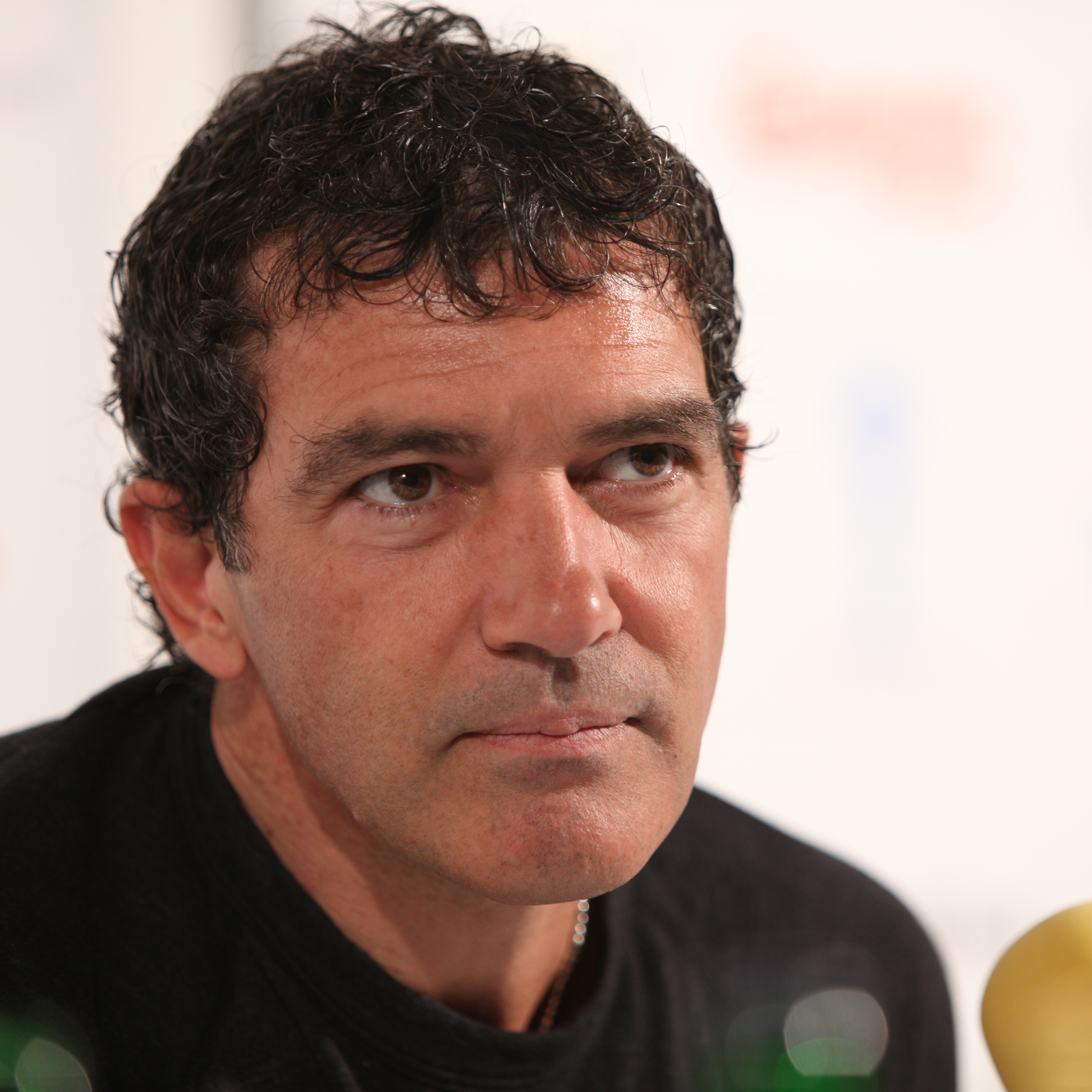
L'acteur en juillet 2009, à une présentation de son second film comme réalisateur, au 44th Karlovy Vary International Film Festival.

L'acteur enchaîne d'abord plusieurs échecs commerciaux : le thriller Le Tombeau (2001), le sulfureux Péché originel qui l'oppose à Angelina Jolie ; le thriller Femme Fatale de Brian De Palma, où il est confronté à Rebecca Romijn ; le film d'action Ballistic (2002) avec Lucy Liu.
Mais Robert Rodriguez lui offre plusieurs succès : la trilogie Spy Kids, dont les films sortent entre 2001 et 2003, où il joue un espion père de famille. Puis il conclut avec le cinéaste et Salma Hayek la trilogie El Mariachi avec Il était une fois au Mexique... Desperado 2 (2003). Autre succès dans un registre familial : il double Le Chat potté dans la franchise du cinéma d'animation Shrek, qu’il double dans les versions espagnoles et italiennes en plus de la version originale.
En 2005, la suite des aventures de Zorro, La Légende de Zorro, toujours de Martin Campbell, rencontre un succès plus faible que le premier volet sorti en 1998.
Dans un registre plus sérieux, l'acteur participe au biopic Frida, écrit et produit par Salma Hayek, où il joue David Alfaro Siqueiros. Il porte aussi le drame historique Disparitions (2004) de Christopher Hampton.
L'année 2006 est marquée par la sortie du second film de l'acteur comme réalisateur, le drame espagnol Summer Rain.
Ses derniers projets passent cependant inaperçus, à l'instar de la comédie romantique Enquête rapprochée (2007).

### Passage au second plan (années 2010)

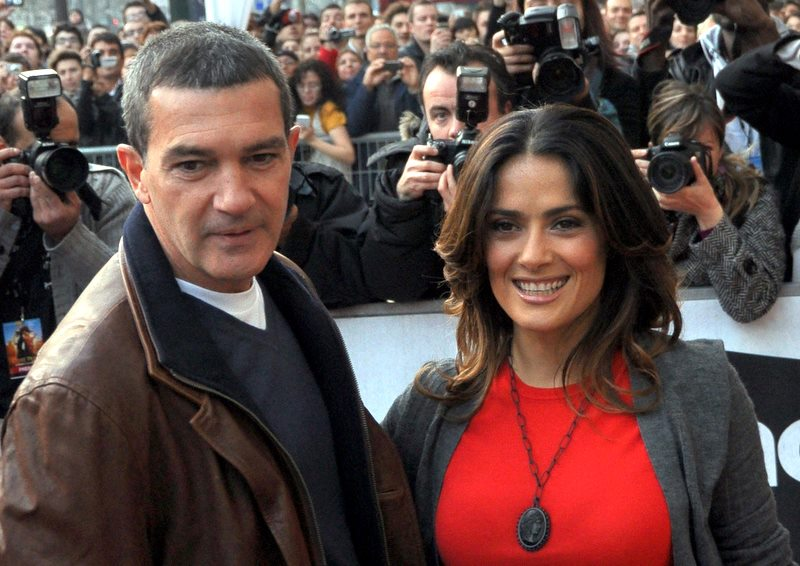
Avec l'actrice Salma Hayek à l'avant-première parisienne du film Le Chat potté, en novembre 2011.

Les années 2010 débutent par des retrouvailles avec le film d'animation Le Chat potté de Chris Miller, centré sur son personnage à succès, qui lui permet aussi de retrouver Salma Hayek ; puis c'est Almodóvar qui lui confie le premier rôle du drame La piel que habito, présenté au Festival de Cannes 2011. Il apparaît aussi dans la comédie Les Amants passagers (2013).
Par la suite, l'acteur passe donc aux seconds rôles. En 2011, Antonio Banderas joue dans le drame historique Or noir de Jean-Jacques Annaud. En 2012, il fait partie de la distribution du thriller Piégée de Steven Soderbergh. En 2015, on le voit dans le drame expérimental Knight of Cups de Terrence Malick.
En 2019, il fait un retour dans des projets de premier plan. Le réalisateur espagnol Pedro Almodóvar le choisit pour incarner le personnage principal de son nouveau long-métrage, Douleur et Gloire, présenté au Festival de Cannes 2019 et pour lequel il remporte le prix d'interprétation masculine. En fin d'année, on le verra dans The Laundromat, qui marque sa seconde collaboration avec Steven Soderbergh.
L'acteur fonde son propre théâtre, Teatro del Soho dans sa ville natale de Malaga qu'il inaugure en novembre 2019 avec le spectacle A Chorus Line.

### Vie privée

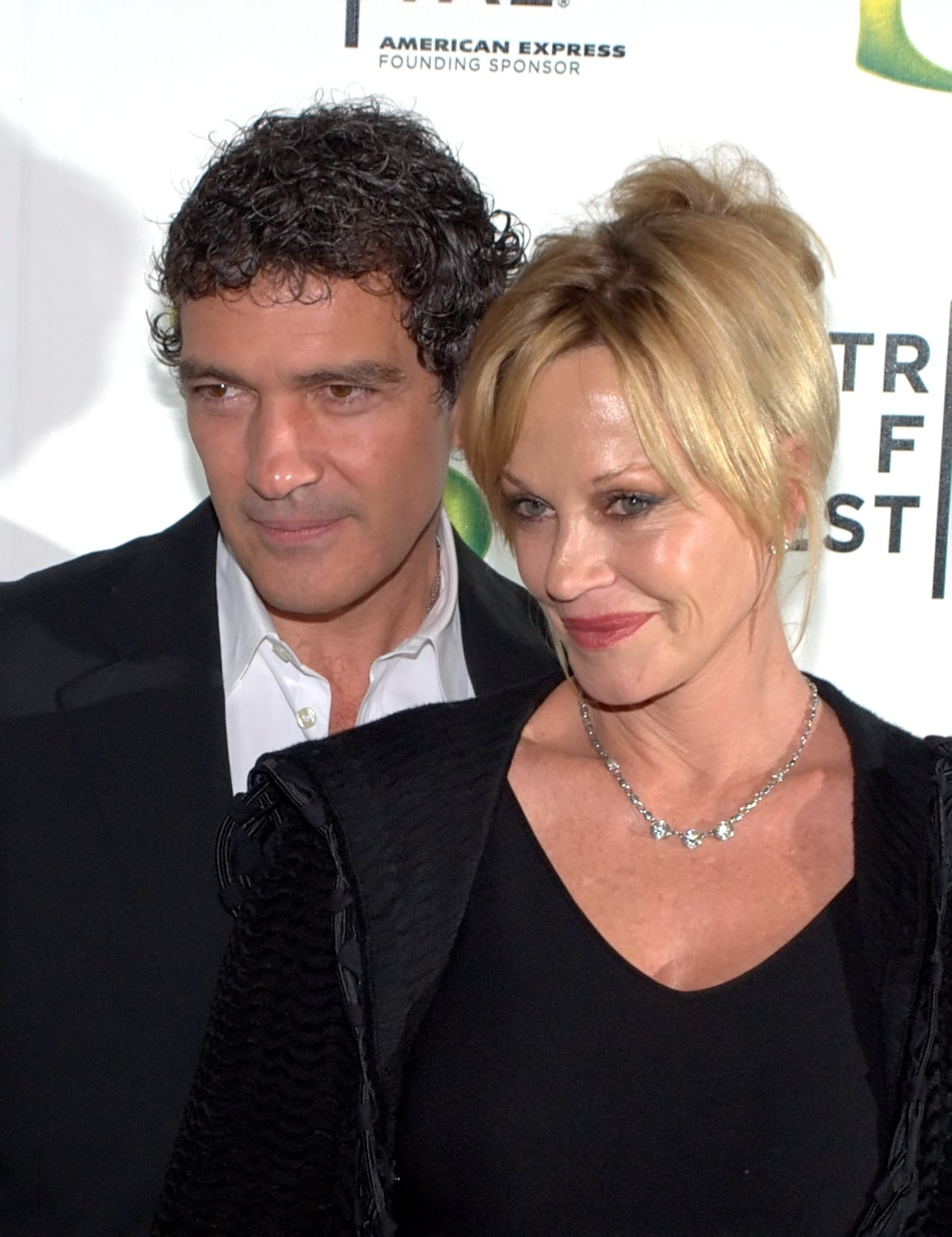
L'acteur avec son épouse Melanie Griffith, en mai 2010.

Durant l'été 1987, à l'âge de 27 ans, Antonio Banderas épouse l'actrice espagnole Ana Leza, après cinq mois de relation. Ils se séparent en 1995, puis divorcent l'année suivante.
En mai 1995, il devient le compagnon de l'actrice américaine Melanie Griffith — à peine séparée de son époux Don Johnson. Le couple se marie le 14 mai 1996, quelques mois après avoir divorcé de leurs partenaires respectifs. Ils ont une fille, prénommée Stella del Carmen Banderas (née le 24 septembre 1996). Il devient le beau-père des deux enfants de son épouse, Alexander Griffith-Bauer (né le 22 août 1985) et Dakota Johnson (née le 4 octobre 1989), issus de deux mariages différents. Le couple se sépare à l'amiable en juin 2014, puis divorce en décembre 2015, après plus de dix-neuf ans de mariage.
Depuis août 2014, il partage la vie de la mannequin néerlandaise Nicole Kimpel, de vingt et un ans sa cadette.
Il parle couramment italien.

### Parfums
Antonio Banderas a un parfum qui porte son nom et qui est commercialisé par la compagnie Puig.

## Filmographie

### Acteur

#### Années 1980
- 1982 : Pestañas postizas d'Enrique Belloch : Juan
- 1982 : Le Labyrinthe des passions (Laberinto de pasiones) de Pedro Almodóvar : Sadec
- 1985 : Matador de Pedro Almodóvar : Ángel
- 1985 : La corte de Faraón (es) de José Luis García Sánchez : Fray José
- 1986 : 27 Heures (27 Horas) de Montxo Armendáriz : Rafa
- 1986 : Delirios de amor de Luis Eduardo Aute, Cristina Andreu, Antonio González Vigil et Félix Rotaeta[7],[8]
- 1987 : Así como habían sido d'Andrés Linares : Damian
- 1987 : La Loi du désir (La ley del deseo) de Pedro Almodóvar : Antonio Benítez
- 1988 : Baton Rouge de Rafael Moleón : Antonio
- 1988 : El placer de matar de Félix Rotaeta : Luis
- 1989 : Bajarse al moro de Fernando Colomo : Alberto
- 1989 : Femmes au bord de la crise de nerfs (Mujeres al borde de un ataque de nervios) de Pedro Almodóvar : Carlos
- 1989 : Attache-moi ! (¡Átame!) de Pedro Almodóvar : Ricki

#### Années 1990
- 1991 : In Bed with Madonna d'Alek Keshishian : lui-même
- 1991 : Les Mambo Kings (The Mambo Kings) d'Arne Glimcher : Nestor Castillo
- 1992 : Une femme sous la pluie (Una mujer bajo la lluvia) de Gerardo Vera : Miguel
- 1993 : Les Voyous (¡Dispara!) de Carlos Saura : Marcos
- 1993 : La Maison aux esprits de Bille August (The House of the Spirits) : Pedro Tercero García
- 1993 : Philadelphia de Jonathan Demme : Miguel Alvarez
- 1994 : D'amour et d'ombres (Of Love and Shadows) de Betty Kaplan : Francisco
- 1994 : Entretien avec un vampire (Interview with the vampire) de Neil Jordan : Armand
- 1995 : Miami Rhapsodie (Miami Rhapsody) de David Frankel : Antonio
- 1995 : Desperado de Robert Rodriguez : El Mariachi
- 1995 : The Celluloid Closet de Rob Epstein et Jeffrey Friedman : lui-même
- 1995 : Groom Service (Four Rooms) (segment The Misbehavers) de Robert Rodriguez : Man
- 1995 : Assassins de Richard Donner : Miguel Bain
- 1995 : Excès de confiance (Never Talk to Strangers) de Peter Hall : Tony Ramirez
- 1996 : Two Much de Fernando Trueba : Art
- 1996 : Evita d'Alan Parker : Ché
- 1998 : Le Masque de Zorro (The Mask of Zorro) de Martin Campbell : Alejandro Murieta / Zorro
- 1999 : Le 13e Guerrier (The 13th Warrior) de John McTiernan : Ahmed Ibn Fahdlan
- 1999 : The White River Kid d'Arne Glimcher : Morales Pittman

#### Années 2000
- 2000 : Les Adversaires (Play It to the Bone) de Ron Shelton : Cesar Dominguez
- 2001 : Le Tombeau (The Body) de Jonas McCord : le père Matt Gutierrez
- 2001 : Spy Kids de Robert Rodriguez : Gregorio Cortez
- 2001 : Péché originel (Original Sin) de Michael Christopher : Luis
- 2002 : Femme Fatale de Brian De Palma : Nicolas Bardo
- 2002 : Spy Kids 2 : Espions en herbe (Spy Kids 2: Island of Lost Dreams) de Robert Rodriguez : Gregorio Cortez
- 2002 : Frida de Julie Taymor : David Alfaro Siqueiros
- 2002 : Ballistic (Ballistic: Ecks vs. Sever) de Wych Kaosayananda : Jeremiah Ecks
- 2003 : Spy Kids 3 : Mission 3D (Spy Kids 3-D: Game Over) de Robert Rodriguez : Gregorio Cortez
- 2003 : Il était une fois au Mexique... Desperado 2 (Once Upon A Time In Mexico) de Robert Rodriguez : El Mariachi
- 2003 : Pancho Villa (And Starring Pancho Villa as Himself) (TV) de Bruce Beresford : Pancho Villa
- 2004 : Disparitions (Imagining Argentina) de Christopher Hampton : Carlos Rueda
- 2005 : La Légende de Zorro (The Legend of Zorro) de Martin Campbell : Don Alejandro de la Vega / Zorro
- 2006 : Dance with Me (Take the Lead) de Liz Friedlander : Pierre Dulaine
- 2006 : Les Oubliées de Juarez (Bordertown) de Gregory Nava : Alfonso Diaz
- 2007 : Enquête rapprochée (My Mom's New Boyfriend) de George Gallo : Tommy Lucero / Martinez
- 2008 : The Other Man de Richard Eyre : Ralph
- 2009 : The Code (Thick as Thieves) de Mimi Leder : Gabriel Martin

#### Années 2010
- 2010 : Vous allez rencontrer un bel et sombre inconnu (You Will Meet a Tall Dark Stranger) de Woody Allen : Greg
- 2010 : The Big Bang de Tony Krantz : Ned Cruz
- 2011 : La piel que habito de Pedro Almodóvar : Robert Ledgard
- 2011 : Or noir (Black Gold) de Jean-Jacques Annaud : Nassib
- 2011 : Spy Kids 4 : Tout le temps du monde de Robert Rodriguez : Gregorio Cortez (scène coupée)
- 2012 : Piégée (Haywire) de Steven Soderbergh : Rodrigo
- 2012 : Elle s'appelle Ruby (Ruby Sparks) de Jonathan Dayton et Valerie Faris : Mortel
- 2013 : Les Amants passagers (Los amantes pasajeros) de Pedro Almodóvar : León
- 2013 : Machete Kills de Robert Rodriguez : le Caméléon (4e transformation) (caméo)
- 2014 : Expendables 3 (The Expendables 3) de Patrick Hughes : Galgo
- 2014 : Autómata de Gabe Ibáñez : Jacq Vaucan (également coproducteur)
- 2015 : Bob l'éponge, le film : Un héros sort de l'eau (The SpongeBob Movie: Sponge Out of Water) de Paul Tibbitt : Steak Barbare
- 2015 : Knight of Cups de Terrence Malick : Tonio
- 2015 : Les 33 (The 33) de Patricia Riggen : Mario Sepúlveda
- 2016 : Altamira d'Hugh Hudson : Marcelino Sanz de Sautuola
- 2017 : Black Butterfly de Brian Goodman (en) : Paul Lopez
- 2017 : Gun Shy de Simon West : Turk Enry
- 2017 : Security d'Alain DesRochers : Eduardo 'Eddie' Deacon
- 2017 : Acts of Vengeance de Isaac Florentine : Frank Valera
- 2017 : The Music of Silence (La musica del silenzio) de Michael Radford : Maestro
- 2017 : Bullet Head de Paul Solet : Blue
- 2018 : Les Maîtres de l'illusion (За гранью реальности) de Aleksandr Boguslavskiy et Francesco Cinquemani : Gordon
- 2018 : Seule la vie... (Life Itself) de Dan Fogelman : Mr. Saccione
- 2018 : Genius (série télévisée, saison 2) : Pablo Picasso
- 2019 : Douleur et Gloire (Dolor y gloria) de Pedro Almodóvar : Salvador Mallo
- 2019 : The Laundromat : L'Affaire des Panama Papers (The Laundromat) de Steven Soderbergh : Ramón Fonseca

#### Années 2020
- 2020 : Le Voyage du Docteur Dolittle (Dolittle) de Stephen Gaghan : Rassouli
- 2021 : Hitman and Bodyguard 2 (The Hitman's Wife's Bodyguard) de Patrick Hughes : Aristote Papadopolous
- 2021 : Compétition officielle (Competencia oficial) de Mariano Cohn et Gastón Duprat : Félix Rivero
- 2022 : Uncharted de Ruben Fleischer : Santiago Moncada
- 2022 : Les Assassins (Code Name Banshee) de Jon Keeyes : Caleb
- 2022 : The Enforcer de Richard Hugues : Cuda
- 2023 : Indiana Jones et le Cadran de la destinée (Indiana Jones and the Dial of Destiny) de James Mangold : Renaldo
- 2023 : Voyage vers Bethléem (Journey to Bethlehem) d'Adam Anders : Hérode Ier le Grand
- 2024 : Cult Killer de Jon Keeyes : Mikhail Tellini
- 2024 : Clean Up Crew de Jon Keeyes : Gabriel
- 2024 : Babygirl d'Halina Reijn : Jacob Mathis
- 2024 : Paddington au Pérou (Paddington in Peru) de Dougal Wilson : Hunter Cabot

### Doublage
- 2004 : Shrek 2 d'Andrew Adamson, Kelly Asbury et Conrad Vernon : Le Chat potté (voix)
- 2004 : Far Far Away Idol (court-métrage vidéo) de Simon J. Smith : Le Chat potté (voix)
- 2007 : Shrek le troisième (Shrek the Third) de Chris Miller et Raman Hui : Le Chat potté (voix)
- 2007 : Joyeux Noël Shrek ! (Shrek the Halls) (court-métrage TV) de Gary Trousdale : Le Chat potté (voix)
- 2010 : Shrek 4 : Il était une fin (Shrek Forever After) de Mike Mitchell : Le Chat potté (voix)
- 2010 : Shrek, fais-moi peur ! (Scared Shrekless) (court métrage TV) de Gary Trousdale et Raman Hui : Le Chat potté (voix)
- 2010 : Le Noël Shrektaculaire de l'Âne (Donkey's Christmas Shrektacular) (court-métrage TV) de Walt Dohrn et Raman Hui : Le Chat potté (voix)
- 2011 : Le Chat potté (Puss in Boots) de Chris Miller : Le Chat potté (voix)
- 2013 : Justin et la Légende des Chevaliers (Justin and the Knights of Valour) de Manuel Sicilia : Sir Clorex (voix)
- 2022 : Le Chat potté 2 : La Dernière Quête (Puss in Boots: The Last Wish) de Joel Crawford et Januel P. Mercado : Le Chat potté (voix)

### Réalisateur
- 1999 : La Tête dans le carton à chapeaux (Crazy in Alabama)
- 2006 : Summer Rain (El camino de los ingleses)
- 2008 : Félix et Cie (El Lince perdido)

## Distinctions

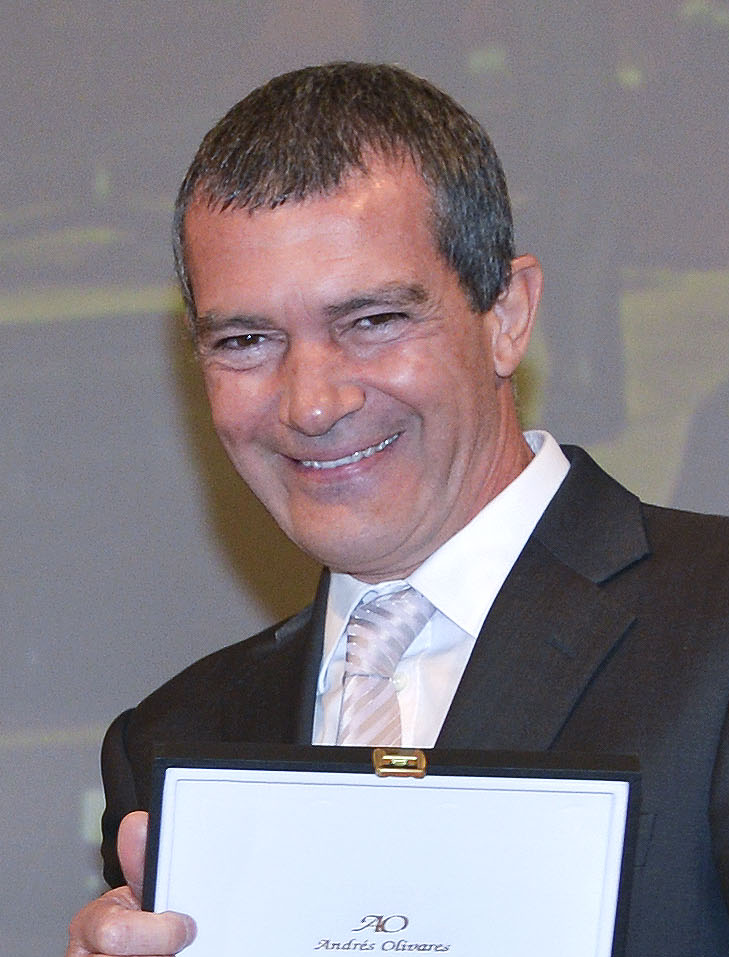
L'acteur récompensé en Espagne en décembre 2014.

## Théâtre
- 2003 : Nine (comédie musicale) d'Arthur Kopit
- 2012 : Zorba de Joseph Stein
- 2019 : A Chorus Line, Malaga, tournée

## Discographie
- 1996 : Tina Turner : Wildest Dreams : Chant
- 2004 : Los Lobos : Cancion del mariachi

## Voix françaises
En France, Bernard Gabay est la voix française régulière d'Antonio Banderas. Pierre-François Pistorio l'a doublé à dix-sept reprises. Boris Rehlinger, Thibault de Montalembert, Serge Faliu et Diego Asensio l'ont également doublé respectivement à six reprises pour le premier (notamment pour le personnage du Chat potté), quatre reprises pour le second et à trois occasions pour les deux suivants.
Au Québec, Luis de Cespedes a été la voix québécoise régulière de l'acteur. Depuis, Manuel Tadros lui succède après sa mort. Pour les films La Loi du désir et Les Rois du Mambo, il est doublé par Alain Zouvi.